# Буинск (Татарстан)
Буинск (рус. Буинск) град је у Русији у Татарстану.

## Становништво
| 1939. | 1959. | 1970.  | 1979.  | 1989.  | 2002.  | 2010.  |
| ----- | ----- | ------ | ------ | ------ | ------ | ------ |
| 5.900 | 9.021 | 14.852 | 15.610 | 16.800 | 19.736 | 20.352 |